# LOVE IS LIVE
『LOVE IS LIVE』 （ラブ・イズ・ライブ）は、日本のロックバンド、TRICERATOPSのライブ・アルバム。2011年12月21日にtearbridge recordsよりリリース。

## 内容
- 『SHAKE YOUR HIP!!』以来、3年振り2枚目のライブ・アルバム。
- 本作の録音は2011年10月23日に日本工学院・蒲田キャンパス内のスタジオで、ファンクラブ会員の中から抽選で選ばれた250人を招待する「公開レコーディング」という形で行われた[1]。本作の選曲は「ラブソングのみ」というコンセプトで行われ[1]、新曲2曲、カバー2曲、既発曲8曲が収録。
- 通常盤と初回限定盤の2形態で発売され、初回限定盤には2011年7月29日に赤坂BLITZで行われた「mod surfer tour」から、5曲のライブ映像が収録されたDVDが付属。

## 収録曲
全作詞・作曲：和田唱、編曲：TRICERATOPS（特記以外）
1. ENTER!
2. LOVE IS LIVE
  - 新曲。
3. SILLY SCANDALS
4. GREEN
5. 2020
6. CAN’T TAKE MY EYES OFF OF YOU
  - 作詞・作曲：Bob Crewe/Bob Gaudio
  - フォー・シーズンズのフランキー・ヴァリのカバー曲。
7. 仲直り
  - 新曲。
8. WAITING FOR YOU
9. プロポーズ
  - 作詞・作曲：KAN
  - KANのカバー曲。
10. LIP CREAM
11. GOTHIC RING
12. MILK&SUGAR
13. RASPBERRY

### 初回限定盤DVD
1. JEWEL
2. PRETTY WINGS
3. WALK IN THE PARK
4. あのね Baby
5. トランスフォーマー